# جک فراست (فیلم ۱۹۹۸)
جک فراست (انگلیسی: Jack Frost) فیلمی در ژانر درام تخیلی به کارگردانی تروی میلر است که در سال ۱۹۹۸ منتشر شد. مایکل کیتون و کلی پرستون از بازیگران اصلی فیلم هستند. فیلم دربارهٔ پدری است که پس از مرگش در قالب یک آدم‌برفی به زندگی بازمی‌گردد. جک فراست نخستین بار در تاریخ ۱۰ دسامبر ۱۹۹۸ در استرالیا و یک روز بعد در ایالات متحده آمریکا اکران شد.

## داستان
جک فراست، خواننده اصلی یک گروه راک است، او پدری است که نمی‌تواند سر قول‌هایش بماند در یک تصادف رانندگی کشته می‌شود. یک‌سال بعد او در قالب یک آدم‌برفی بازمی‌گردد تا پیش از آن که برای همیشه برود، اوضاع را با پسرش روبراه کند.

## بازیگران
- مایکل کیتون در نقش جک فراست، پدر چارلی و خواننده گروه جک فراست
- کلی پرستون در نقش گبی فراست، همسر جک و مادر چارلی
- جوزف کراس در نقش چارلی فراست، پسر جک و گبی
- مارک ادی در نقش مک مک‌آرتور، بهترین دوست جک
- هنری رالینز در نقش سید گرونیک، مربی هاکی روی یخ
- میکا بورم در نقش ناتالی، دوست چارلی
- الی مارینتهال در نقش اسپنسر، دوست چارلی
- تیلور هندلی در نقش روری باک، قلدری که در مدرسه چارلی را اذیت می‌کند.